# Acomys spinosissimus
Acomys spinosissimus är en däggdjursart som beskrevs av Peters 1852. Acomys spinosissimus ingår i släktet taggmöss och familjen råttdjur. IUCN kategoriserar arten globalt som livskraftig. Inga underarter finns listade.
Arten blir 15 till 19 cm lång, inklusive en 8,5 till 9,7 cm lång svans och vikten är 20 till 36 g. Pälsen har på ovansidan en mörkgrå färg som blir mera rödaktig under årets kalla månader och undersidan är täckt av vit päls. I pälsen på ovansidan är flera taggar inblandade.
Denna taggmus förekommer i östra Afrika från centrala Zambia och östra Botswana till centrala Tanzania, centrala Moçambique och nordöstra Sydafrika. I bergstrakter når arten 1800 meter över havet. Habitatet utgörs av klippiga savanner och mindre trädansamlingar. Acomys spinosissimus äter främst insekter. Dessutom ingår andra ryggradslösa djur, frön och bär i födan. Individerna är aktiva på natten och gömmer sig på dagen i bergssprickor. En kull har upp till fem ungar.